# Camp (película)
Camp (1965) es un largometraje de cine underground realizado en octubre del año 1965 y dirigido por el artista estadounidense Andy Warhol en La Fábrica. La película fue protagonizada por Gerard Malanga, Baby Jane Holzer, Tally Brown, Mario Montez, Jack Smith, Paul Swan, Dorothy Dean, y Tosh Carillo.